# Bataille de Constantinople (378)
Notes
Fait partie de la Guerre des Goths (377-382) et des guerres Romano-Germaniques

La bataille de Constantinople était une attaque des Goths sur Constantinople en 378 après leur victoire à la bataille d'Andrinople. La veuve de l'empereur Valens, Albia Dominica, prépara la défense et renforça également la ville avec des guerriers arabes, qui ont été excellents au combat,,. On dit que les Goths furent impressionnés lorsqu'un des guerriers arabes sortit de la ville nu, massacra des ennemis et en but le sang d de leur cou décapité,. D'autres sources affirment que les Goths ont abandonné l'attaque car ils étaient largement dépassés en nombre,.
Finalement, les Goths abandonnèrent et n’entrèrent pas dans la ville. Ils se retirèrent en Thrace et en Mésie.